# Trachycarpidium echinatum
Trachycarpidium echinatum är en bladmossart som beskrevs av Hugh Neville Dixon 1942. Trachycarpidium echinatum ingår i släktet Trachycarpidium och familjen Pottiaceae. Inga underarter finns listade i Catalogue of Life.